# Alexei Wassiljewitsch Schubnikow
Alexei Wassiljewitsch Schubnikow (russisch Алексей Васильевич Шубников); (* 29. März 1887 in Moskau; † 27. April 1970) war ein russisch-sowjetischer Kristallograph und Mathematiker.

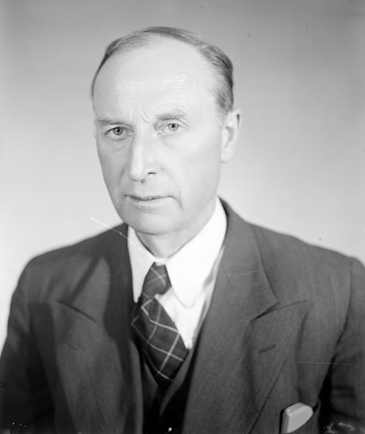
Alexei Wassiljewitsch Schubnikow

Schubnikow war Gründer und erster Direktor des  Instituts für Kristallographie (nach seinem Tod nach ihm benannt) der Akademie der Wissenschaften der UdSSR in Moskau.

## Leben
Schubnikow studierte bis 1912 an der Physikalisch-Mathematischen Fakultät der Moskauer Universität. Von 1920 bis 1925 lebte er mit seiner Familie in Jekaterinburg, wo er an der dortigen Universität lehrte. 1925 ging er auf Einladung des bekannten Mineralogen und Geologen Alexander Fersman nach Leningrad, wo er ein Laboratorium für Kristallographie gründete und den Grundstein für die sowjetische Schule der theoretischen und angewandten Kristallographie und verwandter Gebiete legte. Von 1927 bis 1929 besuchte er Forschungseinrichtungen in Norwegen und Deutschland und arbeitete zeitweilig bei Friedrich Rinne. 1933 wurde er zum korrespondierenden Mitglied der Akademie der Wissenschaften der UdSSR gewählt. 1934 erhielt er den russischen Doktortitel auf dem Gebiet der geologischen Wissenschaften. Im Rahmen einer Umstrukturierung in der Akademie der Wissenschaften wechselte er 1934 mit seinem Laboratorium nach Moskau. Mit Beginn des Deutsch-Sowjetischen Krieges wurde es 1941 in die Region Swerdlowsk verlegt, wo die Forschungsarbeiten intensiv fortgeführt wurden. 1943 kehrte er mit seinem Laboratorium nach Moskau zurück, 1944 wurde es aufgrund eines Beschlusses des Präsidiums der Akademie der Wissenschaften in das Institut für Kristallographie umgewandelt. 1947 erhielt er den Stalinpreis für seine Monographie über  piezoelektrische Texturen. 1953 gründete er die Abteilung für Kristallphysik an der Physikalischen Fakultät der Lomonossow-Universität und war bis 1968 Professor am Lehrstuhl. Als Direktor des Instituts für Kristallographie der Akademie amtierte er bis 1962. Neben anderen staatlichen Auszeichnungen erhielt er 1969 den Orden des Roten Banners der Arbeit.
Schubnikow war seit 1953 volles Mitglied der Akademie der Wissenschaften der UdSSR und Mitbegründer der International Union of Crystallography IUCr.
Er ist bekannt für seine Untersuchung in den 1950er Jahren über die nach ihm benannten Shubnikov-Gruppen mit vielen Anwendungen in der Kristallographie und Festkörperphysik, vor allem in den Bereichen des Magnetismus und der Ferroelektrizität.
Diese Gruppen wurden schon 1929 von Heinrich Heesch eingeführt und werden deshalb heute auch Heesch-Shubnikov-Gruppen genannt.

## Schriften
- Kristalle in der Wissenschaft und Technik. 1958.
- mit Vladimir A. Koptsik: Symmetry in Science and Art. Plenum Press, New York 1974. (Original russisch bei Nauka, Moskau 1972.)
- On the works of Pierre Curie on Symmetry. In: Usp. Fiz. Nauk. Band 59, 1956, S. 591–602. (Original russisch, englische Version in Comput. Math. Applic. 1988, doi:10.1016/0898-1221(88)90225-8)
- Antisymmetry of textures. In: Soviet Physics Crystall. Band 3, Nr. 3, 1958, S. 269–273. (Original russisch, englische Version in  Comput. Math. Applic. 1988, doi:10.1016/0898-1221(88)90227-1)
- Symmetry of similarity. In: Soviet Physics Crystall. Band 5, Nr. 4, 1961, S. 469–476. (Original russisch, englische Version in Comput. Math. Applic. 1988, doi:10.1016/0898-1221(88)90226-X)
- Autobiographical Data and Personal Reminiscences, In: P. P. Ewald (Ed.): Fifty Years of X-Ray Diffraction, Conference Proc., 25 July - 31 July 1962, Munich, Germany, Reprinted in pdf format 1999 by International Union of Crystallography (IUCr) (englisch)